# Liste der Monuments historiques in Villemorien
Die Liste der Monuments historiques in Villemorien führt die Monuments historiques in der französischen Gemeinde Villemorien auf.

## Liste der Immobilien
| Bezeichnung            | Beschreibung | Standort                | Kennzeichnung | Schutzstatus   | Datum     | Bild           |
| ---------------------- | --- | ----------------------- | ------------- | -------------- | --------- | -------------- |
| Château de Villemorien | Schloss, Wirtschaftsgebäude und Hundezwinger, erste Hälfte des 18. Jahrhunderts; Ausstattung eines Salons, um 1810 | Place du Château (Lage) | PA00078306    | Inscrit Classé | 1987 1990 | weitere Bilder |

## Liste der Objekte
| Bezeichnung                                             | Beschreibung                                                                                      | Standort                        | Kennzeichnung | Schutzstatus | Datum | Bild |
| ------------------------------------------------------- | ------------------------------------------------------------------------------------------------- | ------------------------------- | ------------- | ------------ | ----- | ---- |
| Skulptur Heiliger Nikolaus                              | Kalkstein, farbig gefasst, 16. Jahrhundert                                                        | in der Kirche St-Germain (Lage) | PM10004224    | Inscrit      | 1981  |      |
| Skulptur Heiliger Germanus (1)                          | Kalkstein, farbig gefasst, 17. Jahrhundert                                                        | in der Kirche St-Germain (Lage) | PM10002903    | Classé       | 1982  |      |
| Taufaltar                                               | Retabel, Baldachin und Gemälde; Holz, farbig gefasst, Ölfarbe auf Leinwand, 18. Jahrhundert       | in der Kirche St-Germain (Lage) | PM10004228    | Inscrit      | 1983  |      |
| Hauptaltar                                              | Altartisch, Tabernakel und Exposition; Eichenholz, farbig gefasst und vergoldet, 17. Jahrhundert  | in der Kirche St-Germain (Lage) | PM10004230    | Inscrit      | 1984  |      |
| Relief Mariä Verkündigung                               | Eichenholz, 16. Jahrhundert                                                                       | in der Kirche St-Germain (Lage) | PM10004225    | Inscrit      | 1982  |      |
| Gemälde Anna selbdritt                                  | Ölfarbe auf Leinwand, Ende des 17. Jahrhunderts                                                   | in der Kirche St-Germain (Lage) | PM10004227    | Inscrit      | 1983  |      |
| Skulpturengruppe Unterweisung Mariens                   | Kalkstein, farbig gefasst, 16. Jahrhundert                                                        | in der Kirche St-Germain (Lage) | PM10002904    | Classé       | 1982  |      |
| Gemälde Heilige Appollonia                              | Ölfarbe auf Leinwand, 18. Jahrhundert                                                             | in der Kirche St-Germain (Lage) | PM10004226    | Inscrit      | 1983  |      |
| Gemälde Gottesmutter, umgeben von marianischen Symbolen | Ölfarbe auf Leinwand, 17. Jahrhundert                                                             | in der Kirche St-Germain (Lage) | PM10004229    | Inscrit      | 1985  |      |
| Skulptur Heiliger Germanus (2)                          | von einem Prozessionsstab; Holz, farbig gefasst, Silber, 17. Jahrhundert; in der Mairie deponiert | in der Kirche St-Germain (Lage) | PM10002905    | Classé       | 1983  |      |
| Gemälde Anbetung der König                              | Ölfarbe auf Leinwand, 18. Jahrhundert                                                             | in der Kirche St-Germain (Lage) | PM10002902    | Classé       | 1982  |      |